# Anancistrogera sarasini
Anancistrogera sarasini är en insektsart som först beskrevs av Heinrich Hugo Karny 1931.  Anancistrogera sarasini ingår i släktet Anancistrogera och familjen Gryllacrididae. Inga underarter finns listade i Catalogue of Life.